# Bull Arm
Bull Arm is een 16 km lange zeearm in de Canadese provincie Newfoundland en Labrador. Bull Arm is een zijarm van de Trinity Bay, een grote baai aan de oostkust van het eiland Newfoundland.

## Geografie
Bull Arm is een relatief lange zijarm van Newfoundlands Trinity Bay. De zee-inham bevindt zich in het zuidwesten van die baai en gaat in noordwestelijke richting het binnenland in. Bull Arm is 16 km lang en gemiddeld slechts 1 à 2 km breed. De baai scheidt het meest noordelijke gedeelte van de Landengte van Avalon van de rest van het eiland Newfoundland.
De gemeente Sunnyside is de enige bewoonde plaats aan de oevers van Bull Arm. Aan de westoever ligt daarnaast de Bull Arm Fabrication Site, een grote bouwsite waar onder andere de productieplatformen Hibernia GBS en Hebron GBS gebouwd zijn.

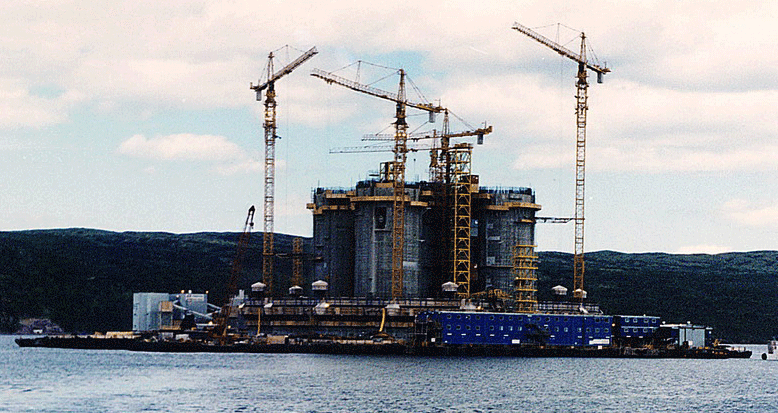
Hibernia GBS tijdens de bouw ervan aan de oevers van Bull Arm (1997)